# 加梅內夫冰原島峰
71°41′S 63°0′W / 71.683°S 63.000°W
加梅內夫冰原島峰（英語：Kamenev Nunatak），是南極洲的冰原島峰，位於帕爾默地，處於懷廷山以西13公里，美國地質調查局在1974年繪入地圖，現時由南極條約體系管理。